# Žarko Laušević
Žarko Laušević (Cetinje, 19. siječnja 1960. – Beograd, 15. studenog 2023.) bio je crnogorski i srbijanski filmski glumac.

## Životopis
Laušević je u Podgorici (ondašnjem Titogradu) završio gimnaziju, a 1982. u Beogradu glumu na Fakultetu dramskih umjetnosti 1982. te je godine postao i član Jugoslavenskog dramskog kazališta. Iznimnu popularnost donijela mu je uloga u srbijanskoj televizijskoj seriji "Sivi dom" (1984.). Nakon toga uslijedile su Lauševićeve uloge koje je sve ostvario u uglavnom srbijanskim filmovima:  "Šmeker" (1986.) (redatelja Zorana Amara), Dogodilo se na današnji dan (1987.), Braća po materi (1988.), "Boj na Kosovu" (1989.), "Kaži zašto me ostavi" (1993.), "Bolje od bekstva" (1993.), te je postao jedan od najpriznatijih glumaca u svim republikama i pokrajinama bivše SFRJ. Za ulogu u filmu koji je nastao u koprodukciji hrvatske i srbijanske kinematografije Oficir s ružom iz 1987., dobio je Zlatnu arenu na Pulskom filmskom festivalu za najboljeg glavnog glumca.
U ljeto 1993. godine, Lauševića je napala skupina huligana ispred jednog kafića u Podgorici. U samoobrani je iz svog pištolja usmrtio dvojicu napadača, a trećeg teško ranio. Najprije je osuđen na 13 godina zatvora, a 1998. kazna mu je promijenjena na 4 godine zatvora. Pušten je nakon što je odslužio 4,5 godine. Od 1999. je u Sjedinjenim Američkim Državama.
Odlukom Vrhovnog suda 2001. godine, ponovno je osuđen na 13 godina zatvora, a 2011. pomilovao ga je tadašnji predsjednik Srbije Boris Tadić.

## Vanjske poveznice
- Žarko Laušević u internetskoj bazi filmova IMDb-u (engl.)